# 金天皇后
金天皇后（越南语：／；？—？），姓枚氏（越南语：／），是越南李朝時期李太宗李德政的皇后。
枚氏為安國上將枚祐之女，在天成元年（1024年）與其他六位女性一同封為皇后，她為李德政生下皇子李日尊。
李德政死後，兒子李日尊繼位，是為李聖宗，尊枚氏為皇太后，稱靈感皇太后（越南语：／），但其去世日子不詳。